# Мисава (город)
Мисава (яп. 三沢市 Мисава-си) — город в Японии, находящийся в префектуре Аомори. Площадь города составляет 120,09 км², население — 41 111 человек (1 августа 2014), плотность населения — 342,33 чел./км².

## Географическое положение
Город расположен на острове Хонсю в префектуре Аомори региона Тохоку. С ним граничат посёлки Тохоку, Рокунохе, Оирасе и село Роккасё.

## Население
Население города составляет 41 111 человек (1 августа 2014), а плотность — 342,33 чел./км². Изменение численности населения с 1980 по 2005 годы:
| 1980 | 39 962 чел. |  |
| 1985 | 41 425 чел. |  |
| 1990 | 41 342 чел. |  |
| 1995 | 41 605 чел. |  |
| 2000 | 42 495 чел. |  |
| 2005 | 42 425 чел. |  |

## Символика
Деревом города считается сосна, цветком — Rhododendron indicum, птицей — Locustella pryeri.